# Tetris Attack
Tetris Attack är ett pusselspel utgivet 1996 och utvecklat av Intelligent Systems och utgivet av Nintendo till SNES och Game Boy. Spelet är det första i Puzzle League-serien, och heter i Japan Panel de Pon och innehåller andra karaktärer, den västerländska versionen innehåller karaktärer från Super Mario World 2: Yoshi's Island. Game Boy-versionen med Yoshi släpptes senare även i Japan. Den 3 november 1996 släpptes spelet också till Super Famicoms Satellaview som BS Yoshi's Panepon (ＢＳヨッシーのパネポン Bī Esu Yosshī no Panepon?). Spelet påminner om Baku Baku Animal, utvecklat av Sega 1995.
Trots titeln finns ingen koppling till det sovjetiska spelet Tetris. Henk Rogers på The Tetris Company har sagt att han ångrat att man gav Nintendo rätten att använda namnet.

## Handling
Spelet utspelar sig på Yoshi's Island, där Bowser och hans anhängare förtrollat Yoshis vänner. Som Yoshi skall man bryta förtrollningen, och besegra Bowser.

### Fotnoter
1. ↑  Ben PerLee. E3 09: Tetris CEO regrets Tetris Attack! Destructoid.com. Läst 15 maj 2014.